# Engelbert Hribernik
Engelbert (Berti) Hribernik, slovenski kemik, * 3. september 1901, Ljubljana, † 5. oktober 1975, Ljubljana.
Hribernik je leta 1924 diplomiral na kemijskem oddelku ljubljanske Tehniške fakultete, kjer se je po diplomi tudi zaposlil. Od leta 1926 je delal v tovarni cementa Dalmacija v Kaštel Sućuracu, najprej kot vodja laboratorija, od 1934 do 1941 pa kot upravitelj tovarne. Po koncu vojne je bil imenovan za tehničnega direktorja  dalmatinskih cementarn v Splitu, 1947 pa za predstavnika zvezne generalne direkcije za industrijo cementa v Ljubljani; nato je tu 1952 postal izredni, 1958 pa redni profesor za anorgansko kemijsko tehnologijo na FNT. Sodeloval je tudi pri investicijskih načrtih. Priznana ima dva patenta. Objavil je več člankov o proizvodnji hidravličnih veziv in drugih člankov.